# Тушдиев, Роман Шукурович
Рома́н Шуку́рович Тушди́ев (род. 17 августа 1983, Тольятти, Куйбышевская область) — российский спортсмен, каратист. Мастер спорта международного класса.

## Биография
Начал заниматься карате в девятилетнем возрасте. Тренировался у Валерия Петровича Кокшина в школе боевых искусств «Союз».
В 2000 году окончил среднюю школу, в 2005 — Самарскую государственную экономическую академию по специальности «финансы и кредит».
С 2002 по 2005 год входил в сборную России по карате.
По окончании спортивной карьеры занялся бизнесом.

## Достижения
- Победитель Первенства России по каратэ среди кадетов и юниоров (2001)[1][3];
- Обладатель кубка России (2001)[1][3];
- Победитель первенства Европы в команде (WKF)[2];
- Двукратный бронзовый призёр первенства Европы (WKF)[2];
- Бронзовый призёр первенства мира в команде (WKF)[2];
- Двукратный чемпион России (WKF)[2];
- Бронзовый призёр чемпионата Европы в команде (WKF, кумитэ) 2002[англ.][2][4];
- Победитель чемпионата Европы в команде (WKF, кумитэ) 2004[англ.][5][2];
- Чемпион мира и обладатель кубка мира по карате вадокай (2005)[1][2];
- Обладатель кубка Европы по карате вадокай в команде (2001)[6].